# Gonzalo Melero
Gonzalo Julián Melero Manzanares (Madrid, 2 gennaio 1994) è un calciatore spagnolo, centrocampista del Leganés.

## Biografia
È figlio di Julián Melero, ex giocatore di calcio a 5 professionista dell'Interviú e della nazionale spagnola.

## Caratteristiche tecniche
È un trequartista.

## Carriera
È cresciuto nelle giovanili del Real Madrid.

## Statistiche

### Presenze e reti nei club
Statistiche aggiornate al 27 maggio 2018.
| Stagione            | Squadra             | Campionato          | Campionato | Campionato | Coppe nazionali | Coppe nazionali | Coppe nazionali | Coppe continentali | Coppe continentali | Coppe continentali | Altre coppe | Altre coppe | Altre coppe | Totale | Totale | Totale |
| Stagione            | Squadra             | Comp                | Pres       | Reti       | Comp            | Pres            | Reti            | Comp               | Pres               | Reti               | Comp        | Pres        | Reti        | Pres   | Reti   |        |
| ------------------- | ------------------- | ------------------- | ---------- | ---------- | --------------- | --------------- | --------------- | ------------------ | ------------------ | ------------------ | ----------- | ----------- | ----------- | ------ | ------ | ------ |
| 2013-2014           | Real Madrid C       | SDB                 | 37         | 7          |                 | -               | -               |                    | -                  | -                  |             | -           | -           | 37     | 7      |        |
| 2014-gen. 2015      | Real Madrid B       | SDB                 | 6          | 0          |                 | -               | -               |                    | -                  | -                  |             | -           | -           | 6      | 0      |        |
| gen.-giu. 2015      | Ponferradina        | SD                  | 10         | 0          | CR              | 0               | 0               |                    | -                  | -                  |             | -           | -           | 10     | 0      |        |
| 2015-2016           | Ponferradina        | SD                  | 28         | 1          | CR              | 4               | 0               |                    | -                  | -                  |             | -           | -           | 32     | 1      |        |
| Totale Ponferradina | Totale Ponferradina | Totale Ponferradina | 38         | 1          |                 | 4               | 0               |                    | -                  | -                  |             | -           | -           | 42     | 1      |        |
| 2016-2017           | Huesca              | SD                  | 38         | 7          | CR              | 3               | 0               |                    | -                  | -                  |             | -           | -           | 41     | 7      |        |
| 2017-2018           | Huesca              | SD                  | 37         | 16         | CR              | 0               | 0               |                    | -                  | -                  |             | -           | -           | 37     | 16     |        |
| Totale carriera     | Totale carriera     | Totale carriera     | 157        | 31         |                 | 7               | 0               |                    | -                  | -                  |             | -           | -           | 164    | 31     |        |